# Dafra
Dafra ist eines von drei Arrondissements von Bobo-Dioulasso, der zweitgrößten Stadt des westafrikanischen Staates Burkina Faso, und liegt etwa acht Kilometer südöstlich des Stadtzentrums.
Die beiden anderen Arrondissements sind Konsa und Dô. Alle drei Bezirke sind zusammen in 25 Sektoren geteilt. Zu Dafra gehören die Sektoren 3, 4, 5, 6, 14, 15, 16, 17, 24 und 25. In Dafra befinden sich das Lycée Ouezzin Coulibaly, der Sitz des Regionalgouverneurs und die Präfektur. Bürgermeister ist Sidi Sanogo, der Gemeinderat zählt 36 Mitglieder.
Der landesweit bekannte Schrein in Dafra ist ein Pilgerziel, das im afrikanischen Volksglauben, von Muslimen und Christen gleichermaßen verehrt wird. Hierzu gehört ein Teich, in dem heilige Welse schwimmen. Diese gelten als Schutzgeister von Bobo-Dioulasso; sie sollen Krankheiten heilen, bei Unfruchtbarkeit helfen und für geschäftlichen Erfolg sorgen. Der Teich ist die Quelle des Houet-Flusses. Die bis zu einem Meter langen Fische heißen Dafra, der Name des Ortes ist davon abgeleitet.
Tiere werden in Afrika auch in anderen Kulturen verehrt. Bekannt ist die Verehrung von Erdferkeln oder der Kult der Schuppentiere (Pangolin) bei den Lele in der Demokratischen Republik Kongo. Im islamischen Volksglauben in Afrika werden gelegentlich Fische verehrt oder wie im marokkanischen Lalla Takerkoust Schildkröten.